# Swingers (film, 2002)
Pour les articles homonymes, voir Swingers.
Pour plus de détails, voir Fiche technique et Distribution.
Swingers est un film néerlandais réalisé par Stephan Brenninkmeijer et sorti en 2002.

## Synopsis
Le film traite de l'échangisme (swinging en anglais).

## Fiche technique
- Titre : Swingers
- Réalisateur : Stephan Brenninkmeijer
- Scénario : Stephan Brenninkmeijer
- Format : Couleurs
- Durée : 93 minutes
- Pays :  Pays-Bas
- Date de sortie : 
  - 1er octobre 2002  Pays-Bas
  - 5 février 2003  Belgique

## Distribution
- Ellen van der Koogh : Diana
- Danny de Kok : Julian
- Nienke Brinkhuis : Alex
- Joep Sertons : Timo